# Leptoneta taeguensis
Espèce
Leptoneta taeguensis est une espèce d'araignées aranéomorphes de la famille des Leptonetidae.

## Distribution
Cette espèce est endémique de Corée du Sud.

## Étymologie
Son nom d'espèce, composé de taegu  et du suffixe latin -ensis, « qui vit dans, qui habite », lui a été donné en référence au lieu de sa découverte, Taegu ou Daegu

## Publication originale
- Paik, 1985 : A new spider of the genus Leptoneta (Araneae: Leptonetidae) from Korea. Journal of Institute for Natural Sciences, Keimyung University, vol. 4, p. 113-117.